# Centro de Conferências (A Igreja de Jesus Cristo dos Santos dos Últimos Dias)

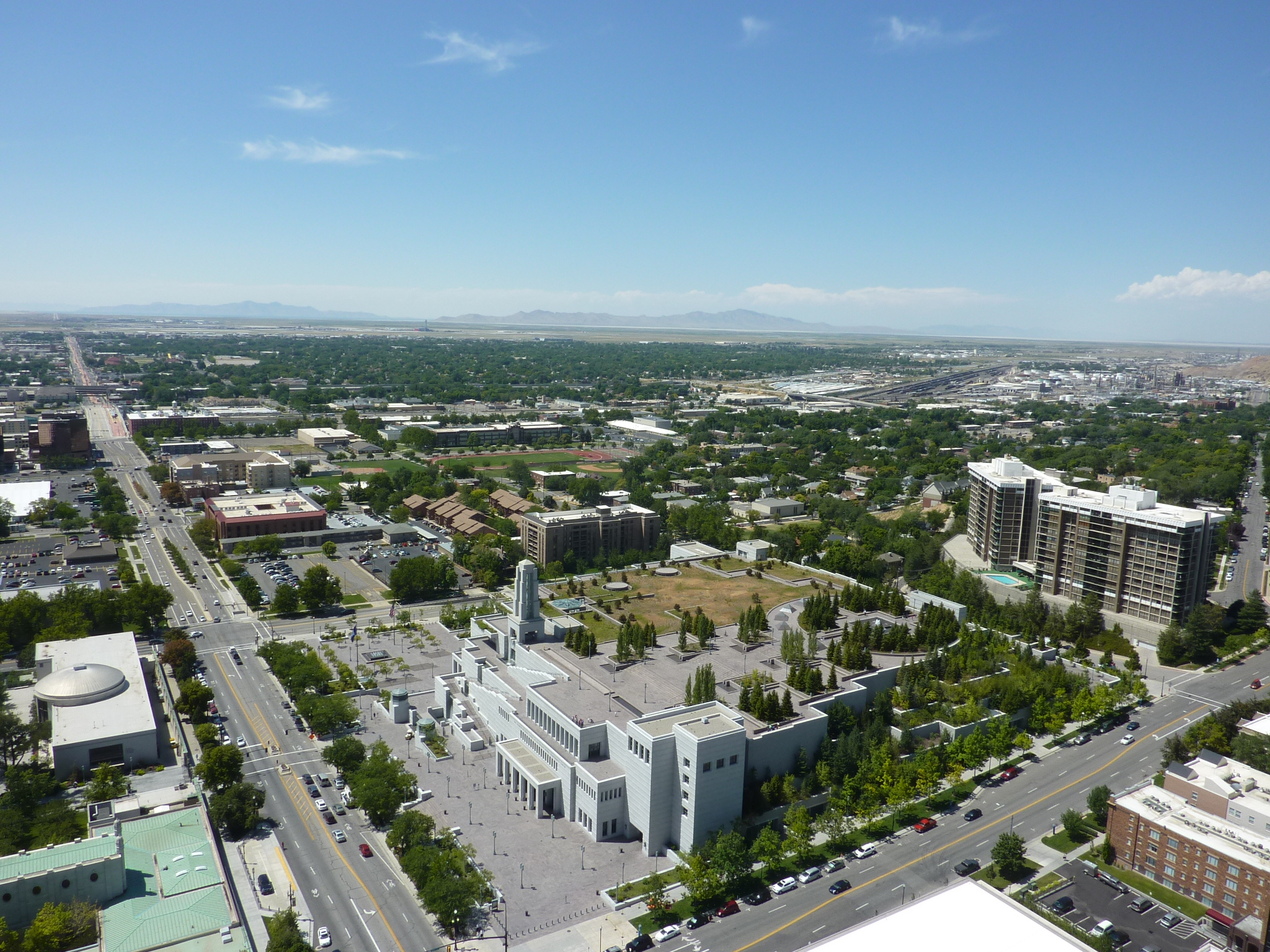
Visão aérea do Centro de Conferências

O Centro de Conferências é o mais importante lugar de conferências mundiais e gerais de A Igreja de Jesus Cristo dos Santos dos Últimos Dias, localizada na cidade de Salt Lake City, capital de Utah, Estados Unidos. A construção foi concluída no início de 2000, a tempo para a primeira conferência geral do século XXI da Igreja no ano de abril. O Centro de Conferências acomoda 21.000 pessoas e tem em seu uso o histórico Tabernáculo de Salt Lake, construído em 1868, para ser a sede do Coro do Tabernáculo, e também foi usado para semiconferência anual da Igreja, bem como devocional e outros eventos.

## Características
Com 130.000 m2, o Centro de Conferências tem 21.200 lugares no auditório principal.Isso inclui a tribuna atrás do púlpito, de frente para o público, que fornece assentos na conferência geral para autoridades gerais e oficiais gerais da igreja, e o Coro do Tabernáculo. O auditório tem espaço o suficiente para um Boeing 747 entre os assentos e a parte traseira do púlpito. Todos os assentos na plateia têm uma visão desobstruída do púlpito porque o teto é sustentado por treliças radiais. A varanda é sustentada por uma série de 34 balanços.
Este método de construção permite que a varanda afunde5/8 polegadas (16 mm) em capacidade máxima. Atrás do pódio está um órgão de tubos Schoenstein com 7.708 tubos e 130 fileiras. No subsolo há um estacionamento com capacidade para 1.400 carros. Um lustre modernista de três andares fica pendurado numa claraboia no interior do edifício. Uma cachoeira desce da torre. O City Creek flui num leito de rio irregular, complementando o Centro de Conferências. Em baixo do Centro de Conferências há um estacionamento com capacidade para 1.400 carros.
No terceiro andar do prédio existem imagens dos presidentes da Igreja e das histórias do Livro de Mórmon. No segundo andar há uma réplica da obra Cristo ressuscitado de Bertel Thorvaldsen.

### Teatro do Centro de Conferências
Anexo ao prédio principal, no canto noroeste, está o Teatro do Centro de Conferências, com capacidade para 900 lugares, que pode ser usado como um teatro dedicado ou como sala de apoio.